# Ightham
Ightham – wieś w Anglii, w hrabstwie Kent, w dystrykcie Tonbridge and Malling. Leży 17 km na zachód od miasta Maidstone i 38 km na południowy wschód od centrum Londynu. W 2007 miejscowość liczyła 2030 mieszkańców.